# Міста Сент-Вінсенту і Гренадин
Міста Сент-Вінсенту і Гренадин.

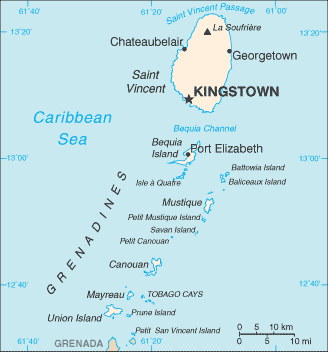
Мапа Сент-Вінсенту і Гренадин

У Сент-Вісенті і Гренадинах налічується 8 міст із населенням більше 500 мешканців. 1 місто має населення понад 10 тисяч, 3 — від 1 до 2 тисяч, решта — менше 1 тисячі.
Нижче перелічено 4 найбільших міста із населенням понад 1 тисячу мешканців.
| Назва       | Населення (2012) |
| ----------- | ---------------- |
| Кінгстаун   | 12 909           |
| Джорджтаун  | 1 680            |
| Байера-Хілл | 1 365            |
| Біабу       | 1 050            |